# Фрумосу (Нямц)
Фрумосу (рум. Frumosu) — село у повіті Нямц в Румунії. Входить до складу комуни Фаркаша.
Село розташоване на відстані 301 км на північ від Бухареста, 45 км на північний захід від П'ятра-Нямца, 130 км на захід від Ясс.

## Населення
За даними перепису населення 2002 року у селі проживали 467 осіб, усі — румуни. Усі жителі села рідною мовою назвали румунську.